# Тихонов, Михаил Иванович
Михаи́л Ива́нович Ти́хонов (25 августа 1925, Коржевка, Ульяновская губерния — 6 сентября 1996, Харьков) — стрелок 300-го гвардейского стрелкового полка (99-я гвардейская стрелковая  дивизия, 37-й гвардейский стрелковый корпус, 7-й армии, Карельского фронта, гвардии красноармеец. Герой Советского Союза.

## Биография
Родился 25 августа 1925 года в селе Коржевка (ныне — Инзенского района) в крестьянской семье. Русский. Член ВКП(б)/КПСС с 1947 года. Окончил 10 классов в родном селе. Работал счетоводом в колхозе.
Призван в Красную Армию Инзенским райвоенкоматом Ульяновской области в феврале 1943 года. После обучения в воздушно-десантных частях гвардии красноармеец Михаил Тихонов в июне 1944 года прибыл на Карельский фронт в состав 300-го гвардейского стрелкового полка 37-го гвардейского стрелкового корпуса.
В первый день наступления, 21 июня 1944 года, в районе города Лодейное Поле совершила свой подвиг группа комсомольцев-гвардейцев, отобранная командованием из массы добровольцев для демонстрации ложной переправы через реку Свирь. Среди них был и гвардии красноармеец Михаил Тихонов.
Цель ложной переправы состояла в том, чтобы принять на себя вражеский огонь и этим дать возможность нашим артиллеристам засечь и уничтожить уцелевшие после нашей артподготовки огневые средства противника.
Надев на себя спасательные пояса, проверив снаряжение, захватив автоматы и гранаты, гвардейцы заняли исходную позицию в прибрежной траншее. По сигналу командира Михаил Тихонов со своим напарником столкнули в воду заранее подготовленный плот с установленными на нём чучелами в форме советских бойцов и устремились вплавь к северному берегу. Не успели они отплыть от берега и полсотни метров, как противник открыл ураганный огонь — заговорили молчавшие до этого орудия и миномёты противника.
Толкать плот было тяжело, его относило течением в сторону. Малоподвижные и плохо управляемые плоты стали удобной мишенью для прицельного огня вражеской артиллерии. Своевременно оценив это обстоятельство, Михаил Тихонов успел покинуть плот до прямого попадания вражеского снаряда. Вместе с напарником он добрался до северного берега. Вскоре вышедшие на берег гвардейцы сосредоточились и после короткой разведки в решительной схватке выбили из прибрежной траншеи группу белофиннов и заняли оборону. Задача, поставленная перед группой гвардейцев-комсомольцев, была успешно выполнена. Вся наша артиллерия снова перенесла огонь на вражеский передний край, но орудия уже били по уточненным координатам. Не дожидаясь конца артобстрела, через Свирь устремились на самых разных переправочных средствах наши штурмовые группы.
Указом Президиума Верховного Совета СССР от 21 июля 1944 года за образцовое выполнение боевых заданий командования и проявленные при этом геройство и мужество гвардии красноармейцу Тихонову Михаилу Ивановичу присвоено звание Героя Советского Союза с вручением ордена Ленина и медали «Золотая Звезда».
После войны отважный воин демобилизован. Вернулся на родину. В 1946 году учился в школе гражданской авиации, затем работал секретарём комитета комсомола автозавода в городе Ульяновске. В последующие годы М. И. Тихонов находился на руководящей комсомольской работе.
С 1948 года Тихонов М. И. служил во внутренних войсках. В 1951 году он окончил Ленинградскую школу МВД, а в 1958 году — Военно-политическую академию. Полковник М. И. Тихонов жил и работал в городе-герое Киеве, а впоследствии — в городе Харьков. Являлся руководителем Харьковского городского общественного объединения Героев Советского Союза и полных кавалеров ордена Славы. 
Скончался 6 сентября 1996 года. Похоронен в Харькове на кладбище № 2. 

## Награды и звания
- Награждён орденами: Ленина, Отечественной войны 1-й степени, Красной Звезды, «За службу Родине в Вооружённых Силах СССР» 3-й степени, медалями.
- Почётный гражданин города Лодейное Поле Ленинградской области.

## Память
- На родине Героя, в Коржевке, ему установлен бюст.
- В 1967 году в Ульяновске названа улица Героев Свири[1].
- В средней школе № 31 г. Ульяновск открыт музей Героев Свири[1].